# Mica Paris
Mica Paris, pseudonimo di Michelle Antoinette Wallen (Grande Londra, 27 aprile 1969), è una cantante, conduttrice televisiva, conduttrice radiofonica e attrice britannica.

## Biografia
Mica Paris ha pubblicato il suo album di debutto So Good nel 1988: ha raggiunto la 6ª posizione nel Regno Unito, la 91ª nei Paesi Bassi, la 38ª in Nuova Zelanda e l'86ª negli Stati Uniti, venendo certificato disco di platino in madrepatria. È stato promosso dalla hit My One Temptation, arrivata alla numero 7 della Official Singles Chart. Negli anni 90 ha pubblicato altri tre dischi, tutti entrati nella classifica britannica; in particolare, Contribution è stato certificato disco d’argento nel paese. La cantante ha ricevuto due candidature ai BRIT Award nella categoria Miglior artista solista femminile britannica, nel 1989 e nel 1990. Nel 2002 ha condotto Soul Solutions e diversi documentari musicali per la stazione radiofonica BBC Radio, oltre al programma televisivo The Gospel of Gospel. Nel 2006 ha partecipato alla quarta edizione di Strictly Come Dancing, classificandosi penultima, mentre tra il 1993 e il 2015 ha preso parte a quattro diverse produzioni teatrali, di genere musical.

## Discografia

### Album in studio
- 1988 – So Good
- 1990 – Contribution
- 1993 – Whisper a Prayer
- 1998 – Black Angel
- 2005 – If You Could Love Me
- 2005 – Soul Classics
- 2009 – Born Again

### Raccolte
- 1999 – The Best Of Mica Paris

### EP
- 1988 – My One Temptation / God Bless The Child / Rock Together
- 1989 – Convention E.P.
- 1991 – I Love U 2 Nite
- 1993 – Whisper A Prayer

### Singoli

#### Come artista principale
- 1988 – My One Temptation
- 1988 – Like Dreamers Do (feat. Courtney Pine)
- 1988 – Breathe Life into Me
- 1989 – Where Is the Love (feat. Will Downing)
- 1990 – Contribution (feat. Rakim)
- 1990 – South of the River
- 1991 – If I Love U 2 Nite
- 1991 – Young Soul Rebels
- 1993 – I Never Felt Like This Before
- 1993 – I Wanna Hold On to You
- 1993 – Two In a Million
- 1993 – Whisper a Player
- 1995 – One
- 1998 – Stay
- 1998 – Carefree
- 1998 – Black Angel
- 2005 – Tracks of My Tears
- 2009 – Baby Come Back Now
- 2009 – The Hardest Thing
- 2009 – We Will Remember Them (con Hayley Westernra, Robin Gibb, Michael Bolton e Paul Rodgers)
- 2010 – Born Again
- 2017 – Ev'ry Time We Say Goodbye

#### Come artista ospite
- 1992 – Redemption Song (Courtney Pine feat. Mica Paris)
- 2002 – Bodyswerve (M–Gee feat. Mica Paris)
- 2019 – Believe (Commonwealth Youth Orchestra  feat. Mica Paris)